# La Vuelta Femenina 2024
La Vuelta Femenina 2024, decima edizione della corsa e terza con questa denominazione, valevole come quindicesima prova dell'UCI Women's World Tour 2024 categoria 2.WWT, si svolse in 8 tappe dal 28 aprile al 5 maggio 2024, su un percorso totale di 880,9 km, con partenza da Valencia ed arrivo a Valdesqui, in Spagna. La vittoria fu appannaggio dell'olandese Demi Vollering che completò il percorso in 23h30'55", precedendo la connazionale Riejanne Markus e l'italiana Elisa Longo Borghini.
Sul traguardo di Valdesqui 116 cicliste, su 145 partite da Valencia, portarono a termine la competizione.

## Tappe
| Tappa  | Data      | Percorso                              | km    | Vincitore di tappa | Leader cl. generale |
| ------ | --------- | ------------------------------------- | ----- | ------------------ | ------------------- |
| 1ª     | 28 aprile | Valencia > Valencia (cron. a squadre) | 16    | Lidl-Trek          | Gaia Realini        |
| 2ª     | 29 aprile | Buñol > Moncofa                       | 118,3 | Alison Jackson     | Kata Blanka Vas     |
| 3ª     | 30 aprile | Lucena > Teruel                       | 130,2 | Marianne Vos       | Kata Blanka Vas     |
| 4ª     | 1º maggio | Molina de Aragón > Saragozza          | 142,3 | Kristen Faulkner   | Marianne Vos        |
| 5ª     | 2 maggio  | Huesca > Jaca                         | 113,9 | Demi Vollering     | Demi Vollering      |
| 6ª     | 3 maggio  | Tarazona > Vinuesa                    | 132,1 | Évita Muzic        | Demi Vollering      |
| 7ª     | 4 maggio  | San Esteban de Gormaz > Sigüenza      | 138,6 | Marianne Vos       | Demi Vollering      |
| 8ª     | 5 maggio  | Madrid > Valdesquí                    | 89,5  | Demi Vollering     | Demi Vollering      |
| Totale | Totale    | Totale                                | 880,9 |                    |                     |

## Squadre e corridori partecipanti
| N.      | Cod. | Squadra                     |
| ------- | ---- | --------------------------- |
| 1-7     | MOV  | Movistar Team               |
| 11-17   | SDW  | Team SD Worx-Protime        |
| 21-27   | LTK  | Lidl-Trek                   |
| 31-37   | CSR  | Canyon-SRAM Racing          |
| 41-47   | UAD  | UAE Team ADQ                |
| 51-57   | DFP  | DSM-Firmenich PostNL        |
| 61-67   | TVL  | Team Visma-Lease a Bike     |
| 71-77   | FST  | FDJ-Suez                    |
| 81-87   | FED  | Fenix-Deceuninck            |
| 91-97   | LKF  | Laboral Kutxa-Fund. Euskadi |
| 101-107 | LAJ  | Liv AlUla Jayco             |

| N.      | Cod. | Squadra                   |
| ------- | ---- | ------------------------- |
| 111-117 | CGS  | Roland                    |
| 121-127 | AGS  | AG Insurance-Soudal Team  |
| 131-137 | HPH  | Human Powered Health      |
| 141-147 | EFC  | EF Education-Cannondale   |
| 151-157 | VWT  | VolkerWessels Pro Cycling |
| 161-167 | LDL  | Lotto Dstny Ladies        |
| 171-177 | EIC  | Eneicat-CMTeam            |
| 181-187 | BPK  | BePink-Bongioanni         |
| 191-197 | WIN  | Winspace                  |
| 201-207 | HPU  | Team Coop-Repsol          |

## Dettagli delle tappe

### 1ª tappa
- 28 aprile: Valencia > Valencia – Cronometro a squadre - 16 km

Risultati
| Pos. | Squadra            | Tempo  |
| ---- | ------------------ | ------ |
| 1    | Lidl-Trek          | 19'20" |
| 2    | Visma-Lease a Bike | s.t.   |
| 3    | SD Worx-Protime    | a 1"   |

| Pos. | Ciclista       | Squadra   | Tempo  |
| ---- | -------------- | --------- | ------ |
| 1    | Gaia Realini   | Lidl-Trek | 19'20" |
| 2    | Lizzie Deignan | Lidl-Trek | s.t.   |
| 3    | Brodie Chapman | Lidl-Trek | s.t.   |

### 2ª tappa
- 29 aprile: Buñol > Moncofa – 118,3 km

Risultati
| Pos. | Ciclista         | Squadra      | Tempo    |
| ---- | ---------------- | ------------ | -------- |
| 1    | Alison Jackson   | EF Education | 2h51'03" |
| 2    | Kata Blanka Vas  | SD Worx      | s.t.     |
| 3    | Karlijn Swinkels | UAE          | s.t.     |

| Pos. | Ciclista             | Squadra      | Tempo    |
| ---- | -------------------- | ------------ | -------- |
| 1    | Kata Blanka Vas      | SD Worx      | 3h10'14" |
| 2    | Alison Jackson       | EF Education | a 8"     |
| 3    | Elisa Longo Borghini | Lidl-Trek    | a 9"     |

### 3ª tappa
- 30 aprile: Lucena > Teruel – 130,2 km

Risultati
| Pos. | Ciclista       | Squadra  | Tempo    |
| ---- | -------------- | -------- | -------- |
| 1    | Marianne Vos   | Visma    | 3h46'52" |
| 2    | Charlotte Kool | DSM      | s.t.     |
| 3    | Olivia Baril   | Movistar | s.t.     |

| Pos. | Ciclista        | Squadra      | Tempo    |
| ---- | --------------- | ------------ | -------- |
| 1    | Kata Blanka Vas | SD Worx      | 6h57'04" |
| 2    | Marianne Vos    | Visma        | a 1"     |
| 3    | Alison Jackson  | EF Education | a 10"    |

### 4ª tappa
- 1º maggio: Molina de Aragón > Saragozza – 142,3 km

Risultati
| Pos. | Ciclista         | Squadra      | Tempo    |
| ---- | ---------------- | ------------ | -------- |
| 1    | Kristen Faulkner | EF Education | 3h02'37" |
| 2    | Georgia Baker    | Liv AlUla    | a 10"    |
| 3    | Marianne Vos     | Visma        | s.t.     |

| Pos. | Ciclista         | Squadra      | Tempo    |
| ---- | ---------------- | ------------ | -------- |
| 1    | Marianne Vos     | Visma        | 9h59'42" |
| 2    | Kata Blanka Vas  | SD Worx      | a 5"     |
| 3    | Kristen Faulkner | EF Education | a 9"     |

### 5ª tappa
- 2 maggio: Huesca > Jaca – 113,9 km

Risultati
| Pos. | Ciclista             | Squadra   | Tempo    |
| ---- | -------------------- | --------- | -------- |
| 1    | Demi Vollering       | SD Worx   | 3h09'52" |
| 2    | Yara Kastelijn       | Fenix     | a 28"    |
| 3    | Elisa Longo Borghini | Lidl-Trek | s.t.     |

| Pos. | Ciclista             | Squadra   | Tempo     |
| ---- | -------------------- | --------- | --------- |
| 1    | Demi Vollering       | SD Worx   | 13h09'45" |
| 2    | Elisa Longo Borghini | Lidl-Trek | a 31"     |
| 3    | Riejanne Markus      | Visma     | a 53"     |

### 6ª tappa
- 3 maggio: Tarazona > Vinuesa – 132,1 km

Risultati
| Pos. | Ciclista       | Squadra  | Tempo    |
| ---- | -------------- | -------- | -------- |
| 1    | Évita Muzic    | FDJ-Suez | 4h10'20" |
| 2    | Demi Vollering | SD Worx  | a 2"     |
| 3    | Yara Kastelijn | Fenix    | a 15"    |

| Pos. | Ciclista             | Squadra   | Tempo     |
| ---- | -------------------- | --------- | --------- |
| 1    | Demi Vollering       | SD Worx   | 17h20'01" |
| 2    | Elisa Longo Borghini | Lidl-Trek | a 56"     |
| 3    | Riejanne Markus      | Visma     | a 1'14"   |

### 7ª tappa
- 4 maggio: San Esteban de Gormaz > Sigüenza – 138,6 km

Risultati
| Pos. | Ciclista             | Squadra      | Tempo    |
| ---- | -------------------- | ------------ | -------- |
| 1    | Marianne Vos         | Visma        | 3h27'56" |
| 2    | Kristen Faulkner     | EF Education | a 2"     |
| 3    | Elisa Longo Borghini | Lidl-Trek    | s.t.     |

| Pos. | Ciclista             | Squadra   | Tempo     |
| ---- | -------------------- | --------- | --------- |
| 1    | Demi Vollering       | SD Worx   | 20h47'59" |
| 2    | Elisa Longo Borghini | Lidl-Trek | a 52"     |
| 3    | Riejanne Markus      | Visma     | a 1'14"   |

### 8ª tappa
- 5 maggio: Madrid > Valdesquí – 89,5 km

Risultati
| Pos. | Ciclista        | Squadra  | Tempo    |
| ---- | --------------- | -------- | -------- |
| 1    | Demi Vollering  | SD Worx  | 2h43'06" |
| 2    | Évita Muzic     | FDJ-Suez | a 29"    |
| 3    | Riejanne Markus | Visma    | a 33"    |

| Pos. | Ciclista             | Squadra   | Tempo     |
| ---- | -------------------- | --------- | --------- |
| 1    | Demi Vollering       | SD Worx   | 23h30'55" |
| 2    | Riejanne Markus      | Visma     | a 1'49"   |
| 3    | Elisa Longo Borghini | Lidl-Trek | a 2'00"   |

## Classifiche finali

### Classifica generale - Maglia rossa
| Pos. | Corridore            | Squadra      | Tempo     |
| ---- | -------------------- | ------------ | --------- |
| 1    | Demi Vollering       | SD Worx      | 23h30'55" |
| 2    | Riejanne Markus      | Visma        | a 1'49"   |
| 3    | Elisa Longo Borghini | Lidl-Trek    | a 2'00"   |
| 4    | Juliette Labous      | DSM          | a 2'58"   |
| 5    | Évita Muzic          | FDJ-Suez     | a 3'15"   |
| 6    | Ricarda Bauernfeind  | Canyon       | a 4'33"   |
| 7    | Niamh Fisher-Black   | SD Worx      | a 5'14"   |
| 8    | Yara Kastelijn       | Fenix        | a 5'27"   |
| 9    | Pauliena Rooijakkers | Fenix        | a 5'42"   |
| 10   | Kim Cadzow           | EF Education | a 6'19"   |

### Classifica a punti - Maglia verde
| Pos. | Corridore            | Squadra   | Punti |
| ---- | -------------------- | --------- | ----- |
| 1    | Marianne Vos         | Visma     | 190   |
| 2    | Demi Vollering       | SD Worx   | 148   |
| 3    | Riejanne Markus      | Visma     | 134   |
| 4    | Évita Muzic          | FDJ-Suez  | 108   |
| 5    | Elisa Longo Borghini | Lidl-Trek | 107   |

### Classifica scalatrici
| Pos. | Corridore        | Squadra  | Punti |
| ---- | ---------------- | -------- | ----- |
| 1    | Demi Vollering   | SD Worx  | 46    |
| 2    | Évita Muzic      | FDJ-Suez | 43    |
| 3    | Yara Kastelijn   | Fenix    | 26    |
| 4    | Karlijn Swinkels | UAE      | 20    |
| 5    | Riejanne Markus  | Visma    | 16    |

### Classifica a squadre
| Pos. | Squadra                 | Tempo     |
| ---- | ----------------------- | --------- |
| 1    | Team SD Worx-Protime    | 70h06'44" |
| 2    | Fenix-Deceuninck        | a 13'40"  |
| 3    | EF Education-Cannondale | a 21'25"  |
| 4    | Liv AlUla Jayco         | a 27'06"  |
| 5    | Lidl-Trek               | a 31'29"  |